# Јован Митић Ђорђе
Јован Митић Ђорђе (Топоница, код Беле Паланке, 13. октобар 1920 — Београд, 19. јануар 1978) био је учесник Народноослободилачке борбе, генерал-потпуковник ЈНА и народни херој Југославије.

## Биографија
Рођен је 13. октобра 1920. године у селу Топоница, код Беле Паланке. Потицао је из сиромашне сељачке породице. У родном меесту је завршио основну школу, а потом је у Краљеву завршио Нижу пољопривредну школу. Године 1938. се запослио у Расаднику у Доњем Милановцу. Овде је остао све до краја 1940. године, када се вратио у родно село и живео са родитељима.
У родном селу га је затекао напад Сила осовине на Краљевину Југославију, као и њена окупација, априла 1941. године. Пошто се још раније, повезао са члановима илегалне Комунистичке партије Југославије (КПЈ) из Ниша, према њиховим упутствима је у току капитулације Југословенске војске, сакупио део наоружања, које су оставили војници. Сакупио је два пушкомитраљеза, 31 пушку, 12 пиштоља и део тог оружја је половином јула 1941. предао партијској организацији из Ниша. Истог месеца је примљен у чланство Савеза комунистичке омладине Југославије (СКОЈ), а у чланство КПЈ је примљен 15. маја 1942. године.
У току лета 1941. године ступио је у партизане. Након разбијања Нишавског партизанског одреда, с преживелим партизанима је наставио борбу. Крајем 1942. године, када је формирано међусреско партијско руководство КПЈ за нишко подручје, постао је његов члан са задужењем да обнови организације Народноослободилачког покрета у Заплањском срезу. У Заплању је остао до августа 1943. године, када је по задатку КПЈ, прешао у Сврљишки срез. Децембра 1943. године је формиран Озренски партизански одред, Ђорђе је постао командир Треће чете. Убрзо после тога, 6. јануара 1944. године је постављен за команданта новоформираног Нишавског партизанског одреда. Под његовом командом, овај Одред је 23. марта 1944. испод Старе планине разбио бугарску „Ловну роту”.
Предводио је Одред у борбама, у пролеће 1944. године, у околини Ниша и показао се као способан командант. Наредбом Главног штаба НОВ и ПО Србије, овај Одред је јуна 1944. године преформиран у 14. српску бригаду, а Ђорђе је постављен за команданта. Ова бригада, која се борила у оквиру 23. српске дивизије, је више пута била похваљивана за успехе у борбама, а октобра 1944. године је проглашена ударном.
Током читавог рата, Ђорђе се иако команднат бригаде, истицао личном храброшћу. Посебно се истакао у борбама с Бугарима код Белог Потока, с четницима Драже Михаиловића на Крстачу, са Српском државном стражом на Крављу и др. У борбама са на Буковику, против великоморавске групе четничких корпуса, 24. јула 1944. године, истакао се личном храброшћу — у критичном моменту Ђорђе је позвао борце комунисте и скојевце на јуриш и предводио их у напдау на четничке ровове. Након заузимања доминантног положаја, изазвао је забуну међу четницима и натерао их у бекство. Тада је страдало више стотина четника, а око 160 их је заробљено и ово је био слом четника у источној Србији.
Након ослобођења земље, наставио је професионалну војну каријеру у Југословенској народној армији (ЈНА). Завршио је Вишу војну академију и Ратну школу. Налазио се на разним одговорним дужностима:
- у персоналној управи Државног секретеријата за народну одбрану, од 1950. до 1957. године
- команданта дивизије, од 1960. до 1966. године
- начелника Штаба подручја, од 1966. до 1968. године.
- начелника команде града Београда, од 1968. до 1969. године.
- помоћника команданта армије за територијалну одбрану, од 1969. године.

У чин генерал-потпуковника унапређен је 1969. године.
Умро је 19. јануара 1978. у Београду. Сахрањен је у Алеји заслужних грађана на Новом гробљу у Београду.
Носилац је Партизанске споменице 1941. и других југословенских одликовања, међу којима су — Орден заслуга за народ са златном звездом и Орден братства и јединства са златним венцем. Орденом народног хероја одликован је 6. јула 1953. године.
Његово име носе четири улице — у Нишу и Белој Паланци, као и у селима Мозгово и Бобовиште.